# Psilocybe mexicana
Espèce

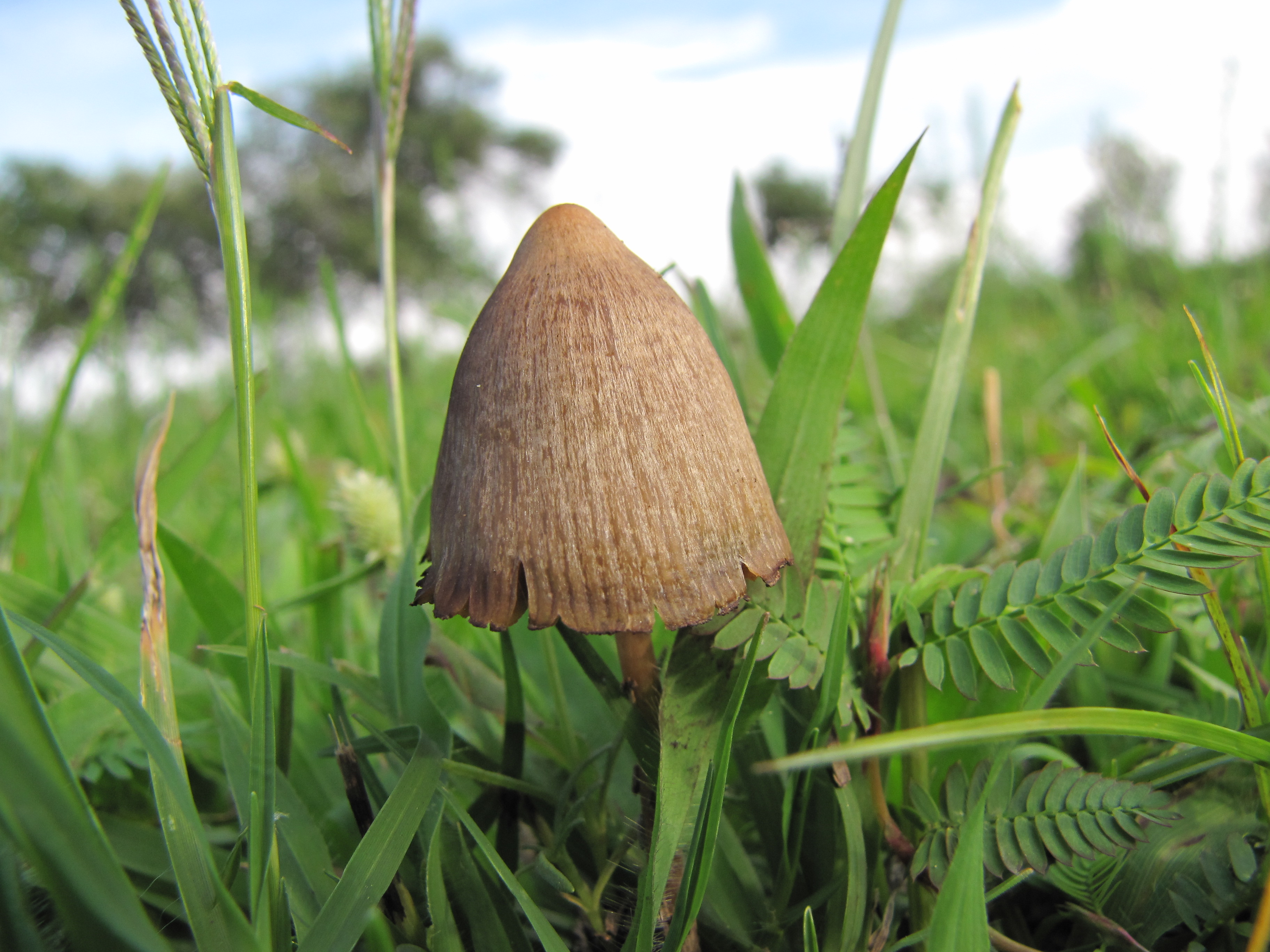
Psilocybe mexicana hallucinogène réputé

Psilocybe mexicana est une espèce de la famille des Hymenogastraceae. Il est le plus célèbre des champignons hallucinogènes utilisés au Mexique à des fins rituelles.

## Systématique
Le nom correct complet (avec auteur) de ce taxon est Psilocybe mexicana R. Heim, 1957.

## Publication originale
- Revue Mycol. (Paris): 77 (1957)

## Répartition
On le retrouve particulièrement dans l'état mexicain du Oaxaca mais il pousse également dans d'autres régions du Mexique et du Guatemala.

## Propriété
Les principes actifs sont la psilocybine et la psilocine qui représentent environ 0,003 % du champignon frais et 0,3 % du champignon sec.

## Utilisation
On le considère souvent comme le champignon sacré par excellence.

## Historique
C'est à partir de cette espèce qu'Albert Hofmann isola la psilocybine et la psilocine en 1958.